# Octombrie 2018
Acest articol este generat integral pe baza informațiilor din articolul 2018 și este actualizat periodic de un robot.
 Editările făcute în articol vor fi șterse la următoarea actualizare! Dacă doriți să faceți modificări, editați articolul-sursă.

ianuarie -
februarie -
martie -
aprilie -
mai -
iunie -
iulie -
august -
septembrie -
octombrie -
noiembrie -
decembrie
Octombrie 2018 a fost a zecea lună a anului și a început într-o zi de luni.

## Evenimente

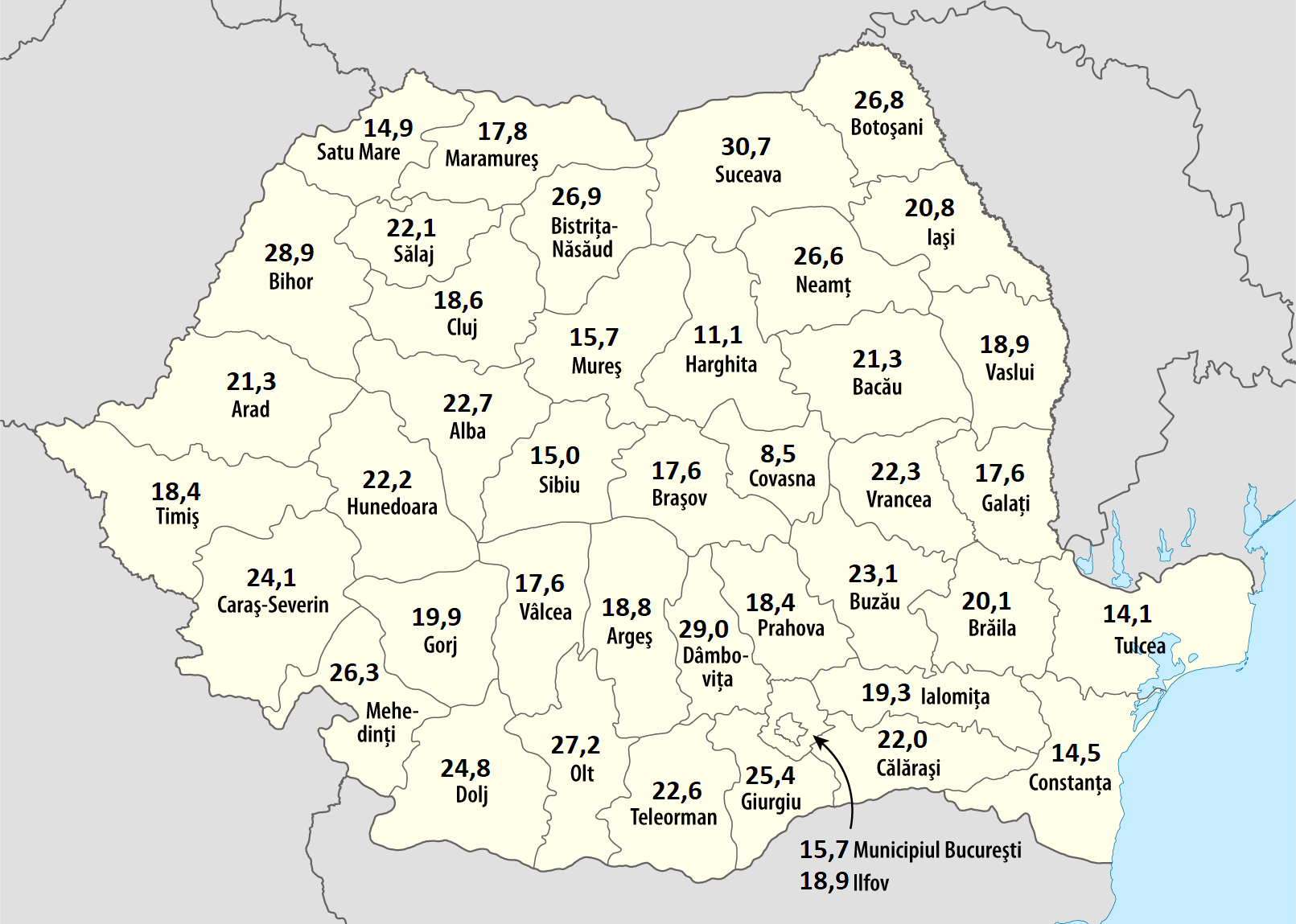
6-7 octombrie: Referendumul constituțional pentru a redefini căsătoria, desfășurat pe parcursul a două zile, este invalidat ca urmare a prezenței scăzute la vot, de 21,1%, sub pragul de 30% necesar.

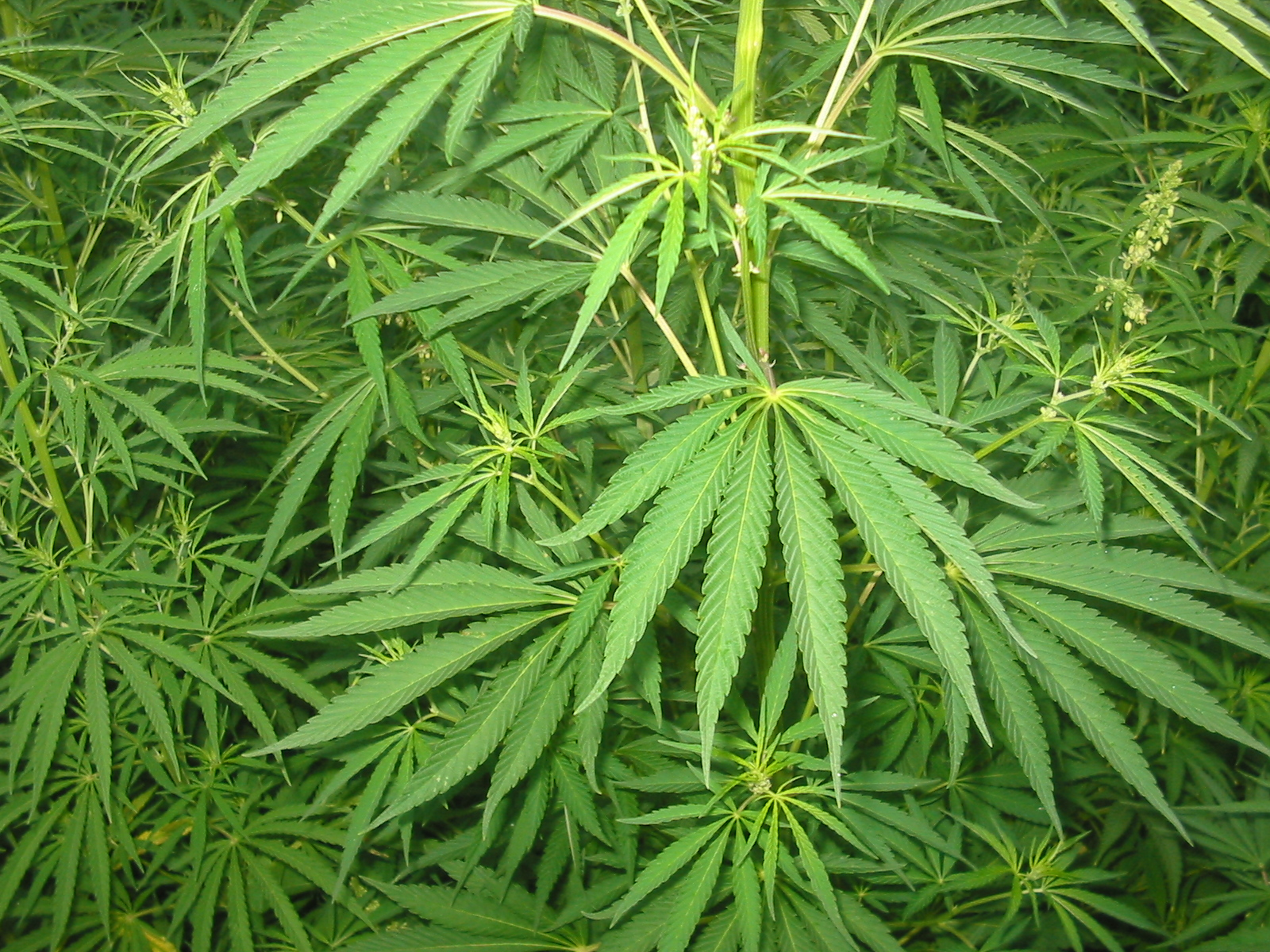
17 octombrie: Legalizarea utilizării canabisului în Canada a intrat în vigoare. Fiecare rezident poate deține în jur de 30 de grame de canabis. Comerțul este reglementat de stat și este impozitat.

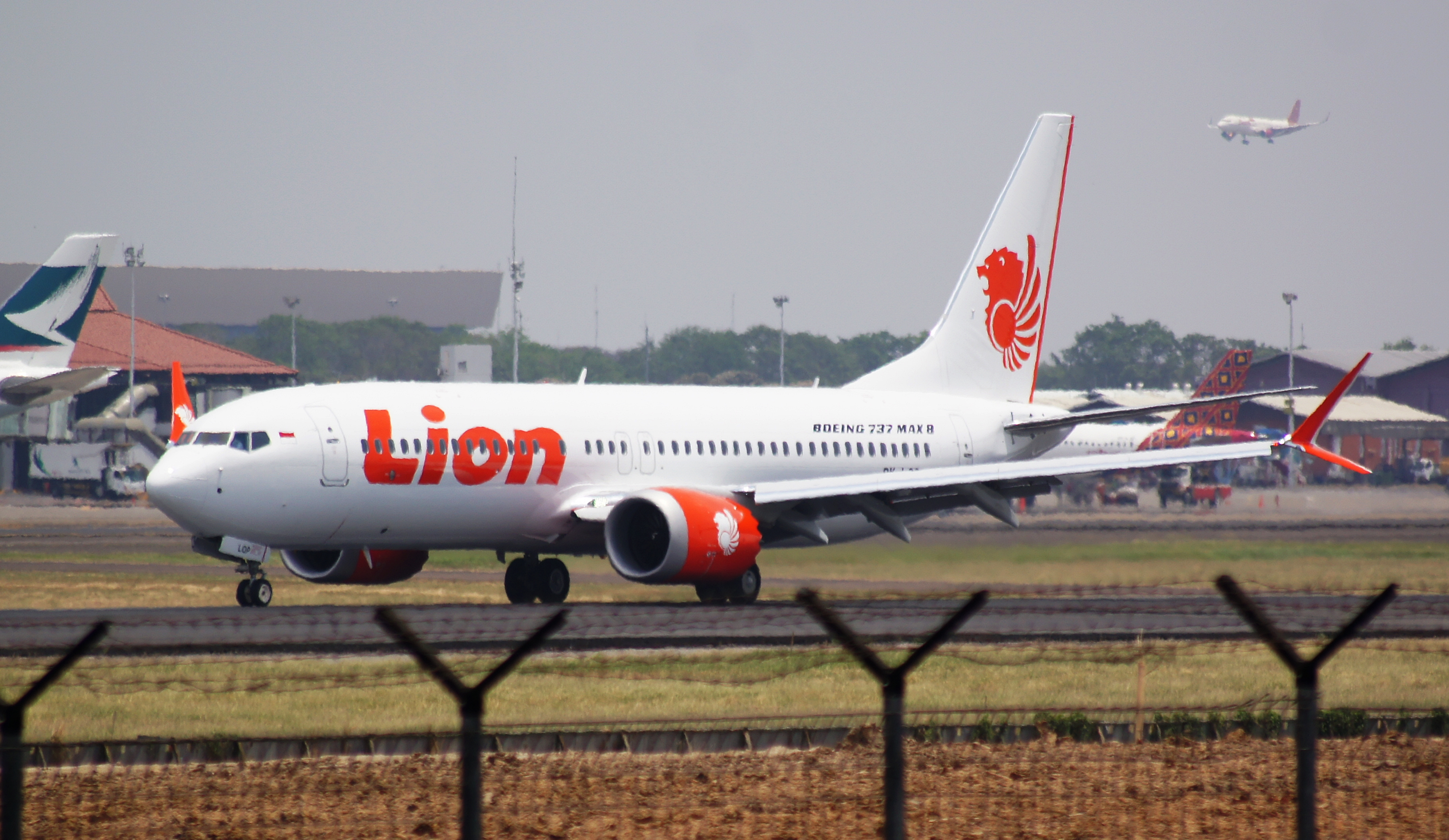
29 octombrie: Zborul 610 al Lion Air de la Jakarta la Pangkal Pinang, s-a prăbușit în ocean ucigând pe toți cei 189 de oameni aflați la bord. În imagine Boeingul 737 implicat în accident, fotografiat în septembrie 2018.

- 1 octombrie: Curtea Internațională de Justiție a decis cu 12 voturi la 3, că statul Chile nu este obligată juridic să negocieze cu țara vecină, Bolivia accesul la Oceanul Pacific. Bolivia a devenit enclavă după ce și-a pierdut accesul la mare la sfârșitul unui război de patru ani împotriva Chile în 1883.
- 5 octombrie: Fostul președinte sud-corean, Lee Myung-bak, este condamnat la 15 ani de închisoare și o amendă de 20 de milioane de dolari, sub acuzația de luare de mită, delapidare și abuz de putere.[2]
- 6 octombrie: Timp de două zile, românii merg la urne să voteze într-un referendum constituțional pentru a redefini căsătoria ca fiind doar între "un bărbat și o femeie". Prezența la vot în prima zi a fost de 5,72%.[3]
- 7 octombrie: Prezența la referendumul de modificare a Constituției României a fost de 21,1%, sub pragul de 30% necesar pentru validare.[3]
- 8 octombrie: IPCC lansează raportul său special privind încălzirea globală cu 1,5 °C, avertizând că sunt necesare "schimbări rapide, profunde și fără precedent în toate aspectele societății", pentru a menține încălzirea globală sub 1,5 °C.[4][5][6]
- 11 octombrie: Patriarhul Bartolomeu, arhiepiscopul din Constantinopol, Noua Romă și lider mondial al Bisericii Ortodoxe, a anunțat că biserica a acordat autoguvernare Bisericii Ortodoxe Ucrainene. Patriarhia Constantinopolului a revocat o scrisoare din 1686 care i-a oferit patriarhului Moscovei controlul asupra bisericii ucrainene.[7]
- 12 octombrie: Oficialii turci pretind că au dovezi audio și video că, la 2 octombrie, jurnalistul disident saudit Jamal Khashoggi a fost torturat și ucis în interiorul consulatului saudit de la Istanbul.[8] Cinci zile mai târziu, Arabia Saudită a recunoscut că Khashoggi a fost ucis în acea zi.
- 14 octombrie: Papa Paul al VI-lea și arhiepiscopul salvadorian Óscar Romero, asasinat în 1980, au fost sanctificați, în cadrul unei ceremonii ce a avut loc în Piața Sfântul Petru.
- 16 octombrie: Compania farmaceutica chineza Changchun Changsheng din provincia Guizhou, a fost condamnată de Administrația însărcinate cu reglementarea medicamentelor și alimentelor (CFDA) la plata unei amenzi  record de aproximativ 9,1 miliarde de yuani (1,1 miliarde de euro). Începând cu aprilie 2014, laboratorul a falsificat datele și a modificat parametrii de fabricare și, în parte, a produs vaccinuri antirabice ineficiente și expirate. Mai mulți angajați au fost arestați în iulie 2018.[9]
- 17 octombrie: Președintele Turciei, Recep Tayyip Erdoğan, a efectuat o vizită de două zile în Republica Moldova, prima de astfel în ultimii 24 de ani.
- 17 octombrie: Legalizarea utilizării canabisului în Canada a intrat în vigoare. Fiecare rezident poate deține în jur de 30 de grame de canabis. Comerțul este reglementat de stat și este impozitat. Canada devine astfel prima țară din G20 care a legalizat canabisul recreațional, și a doua țară din lume, după Uruguay (2013).[1]
- 19 octombrie: România a preluat de la Bulgaria Președinția Strategiei Uniunii Europene pentru Regiunea Dunării (SUERD), mandatul urmând să debuteze formal la 1 noiembrie și să dureze până la 31 octombrie 2019.
- 20 octombrie: BepiColombo, prima misiune spațială europeană spre planeta Mercur, a fost lansată cu succes spre cea mai mică planetă și mai apropiată de Soare din sistemul nostru solar. BepiColombo va încerca să confirme existența gheții, să explice contracția internă a planetei, sau de ce câmpul său magnetic se află la 400 kilometri de centrul său.
- 23 octombrie: Pentru prima dată în istoria Uniunii Europene, Comisia Europeană nu a confirmat proiectul de buget al unui stat membru. Bugetul prezentat de Italia pentru 2019 constituie o încălcare deosebit de gravă a recomandărilor bugetare ale Consiliului din iulie 2018.
- 28 octombrie: Cutremur cu magnitudinea 5,8 pe scara Richter în județul Buzău, zona seismică Vrancea, la ora 3:38, la o adâncime de 150 de kilometri. Nu s-au produs pagube.
- 29 octombrie: Un Boeing 737, de la Jakarta la Pangkal Pinang, s-a prăbușit în ocean, în apropiere de Karawang, Indonezia, ucigând pe toți cei 189 de oameni aflați la bord (181 pasageri și 8 membri ai echipajului).[10]
- 30 octombrie: Sonda spațială Parker lansată de NASA în august 2018 a devenit obiectul care s-a apropiat cel mai mult de Soare în întreaga istorie a omenirii, ea aflându-se la o distanță de 42,73 milioane de kilometri față de astru. Recordul precedent a fost stabilit în 1976 și aparținea sondei americano-germane Helios 2. Este de așteptat ca sonda Parker să ajungă la 6,1 milioane de km de Soare, în 2024.[11]
- 31 octombrie: India a finalizat construcția celei mai înalte statui, numită Statuia Unității, având înălțimea de 182 m, de aproape două ori mai mult decât Statuia Libertății din SUA (93 m).

## Decese
- 1 octombrie: Charles Aznavour (n. Shahnourh Vaghinag Aznavourian), 94 ani, muzician francez de etnie armeană (n. 1924)
- 2 octombrie: Jamal Khashoggi, 59 ani, jurnalist și comentator politic din Arabia Saudită (n. 1958)
- 3 octombrie: Leon Max Lederman, 96 ani, fizician evreu-american, laureat al Premiului Nobel (1988), (n. 1922)
- 3 octombrie: Victor Iuliu Moldovan, 91 ani, fotbalist român (atacant), (n. 1927)
- 5 octombrie: Herbert Kleber (Herbert David Kleber), 84 ani, psihiatru american (n. 1934)
- 6 octombrie: Montserrat Caballé, 85 ani, solistă spaniolă de operă (soprană), (n. 1933)
- 6 octombrie: Victoria Marinova, 30 ani, jurnalistă bulgară (n. 1988)
- 7 octombrie: Paul Cornea, 94 ani, critic literar român (n. 1923)
- 9 octombrie: Thomas A. Steitz, 78 ani, biolog și biochimist american, laureat all Premiului Nobel (2009), (n. 1940)
- 11 octombrie: Doug Ellis (Herbert Douglas Ellis), 94 ani, om de afaceri englez (n. 1924)
- 13 octombrie: Georgeta Pitică, 88 ani, jucătoare română de tenis de masă (n. 1930)
- 14 octombrie: Eduardo Arroyo, 81 ani, pictor și grafician spaniol (n. 1937)
- 14 octombrie: Milena Dravić, 78 ani, actriță sârbă (n. 1940)
- 15 octombrie: Paul Allen (Paul Gardner Allen), 65 ani, antreprenor american, cofondator al companiei Microsoft (n. 1953)
- 15 octombrie: Arto Paasilinna, 76 ani, scriitor și jurnalist finlandez (n. 1942)
- 17 octombrie: Mandache Leocov, 89 ani, botanist român (n. 1928)
- 18 octombrie: Danny Leiner (Daniel Leiner), 57 ani, regizor și scenarist american (n. 1961)
- 19 octombrie: Osamu Shimomura, 90 ani, chimist japonez, laureat al Premiului Nobel (2008), (n. 1928)
- 20 octombrie: Mihail Bălănescu, 95 ani, politician român (n. 1922)
- 21 octombrie: Ilie Balaci, 62 ani, fotbalist și antrenor român (n. 1956)
- 21 octombrie: Robert Faurisson, 89 ani, profesor universitar franco-britanic și negaționist al Holocaustului (n. 1929)
- 21 octombrie: Jacob Guinsburg, 97 ani, evreu basarabean, critic de teatru, eseist și profesor brazilian (n. 1921)
- 22 octombrie: Mariana Celac, 82 ani, arhitectă română (n. 1936)
- 23 octombrie: James Karen (n. Jacob Karnofsky), 94 ani, actor american (n. 1923)
- 26 octombrie: Marin Burlea, 69 ani, medic și senator român (2012-2016), (n. 1949)
- 26 octombrie: György Károly, 65 ani, poet și scriitor maghiar (n. 1953)
- 26 octombrie: João W. Nery, 68 ani, scriitor, psiholog și activist brazilian (n. 1950)
- 27 octombrie: Vasile Mihalache, 79 ani, politician român (n. 1939)
- 28 octombrie: Konstantīns Konstantinovs, 40 ani, powerlifter letonian (n. 1978)
- 29 octombrie: István Bessenyei, 63 ani, actor, regizor și director de teatru maghiar din România (n. 1955)